# Atropha gracilis
Atropha gracilis là một loài tò vò trong họ Ichneumonidae.